# Dera (Bosznia-Hercegovina)
Dera (szerbül: Дера), falu Bosznia-Hercegovinában, Bosanska krajina területén, Prijedor községben, a Szerb Köztársaságban. 

## Fekvése
Bosznia-Hercegovina északnyugati részén, a Potkozarje területén, Banja Lukától légvonalban 35, közúton 45 km-re északnyugatra, községközpontjától légvonalban 11, közúton 13 km-re keletre, 220 – 805 méteres tengerszint feletti magasságban, a Kozara-hegység területén és délnyugati lejtőin fekszik. Több, kis település tartozik hozzá. Beosztott falvak: Bešići, Blaževići, Podgrađe és Rajkovići. Dera hegyvidéki település, területének legnagyobb része a Kozara Nemzeti Park területén található. A falun keresztül folyik a Kozaračka és még több kisebb patak.

## Népessége
| Nemzetiségi csoport | Népesség 1991 | Népesség 2013 |
| ------------------- | ------------- | ------------- |
| Szerb               | 120           | 56            |
| Bosnyák             | 1398          | 1025          |
| Horvát              | 45            | 11            |
| Jugoszláv           | 19            | 4             |
| Egyéb               | 11            | 3             |
| Összesen            | 1593          | 1099          |

## Története
A település határának legnagyobb része a Kozara-hegység területén terül el, ahol több őskori lelőhely is található, melyek az itteni bronzkori és vaskori társasdalmi életről tanúskodnak. A Rajkovića groblje lelőhelyen egy őskori erőd maradványait találták meg késő bronzkori kerámiákkal. Jankovića gradina lelőhelyen, a Kozarac-Mrakovica út felett egy őskori várat tártak fel, kerámia, bronz ékszerek és vasfegyverek maradványaival, amelyek alapján feltételezhető, hogy a kora vaskorból származik. A Kozarački kamen tetején egy őskori település és egy római erődítmény maradványai találhatók. A hely alatt egy őskori nekropoliszt fedeztek fel urnákkal (i. e. 5. század). A néphit szerint Dera létrejötte a középkori Kozara város (a mai Kozarac) létrejöttéhez és fejlődéséhez kötődik. Részlegesen lakott volt a 14. század végén, és még jelentősebben Kozarac 1528-as török elfoglalása után.
A település 1878-ig tartozott az Oszmán Birodalomhoz, ekkor a berlini kongresszus határozata alapján az Osztrák-Magyar Monarchia része lett. Az évszázados oszmán uralom 1878. szeptember 6-án ért véget, amikor osztrák-magyar csapatok vonultak be Kozaracra és a szomszédos Prijedorra. 1879-ben az első osztrák-magyar népszámlálás során a Prijedori járáshoz és Kozarac községhez tartozó településnek 120 háztartása és 734 muszlim lakosa volt. 1910-ben a Kozaraci járáshoz és Kozarac községhez tartozó településen 93 háztartást, 11 ortodox szerb, 530 muszlim és 11 római katolikus lakost találtak.
A monarchia szétesésével 1918-ban előbb a Szerb-Horvát-Szlovén Királyság, majd 1929-től a Jugoszláv Királyság része. Jugoszlávia megszállása után a falu a Független Horvát Állam (NDH) része lett. A második világháborúban a Jugoszláv Népi Felszabadító Hadsereg itteni 37 harcosa és 70 civil halt meg. 1945-től a település a szocialista Jugoszlávia része, 1963-ig Kozarac községhez tartozott. A boszniai háború idején a település a Boszniai Szerb Köztársaság része volt. 1992 áprilisában és májusában a Jugoszláv Néphadsereg (JNA) és a Bosznia-Hercegovinai Szerb Köztársaság hadseregének (VRS) egységei megtámadták a települést. Az elfoglalás után túlélő lakosságát az Omarska, Keraterm és Trnopolje fogolytáborokba deportálták. 1992 júniusában a települést kifosztották és felégették, a fogolytábori kínzásokat túlélő lakóit pedig kiutasították. A száműzött bosnyákok egy része 1999-ben visszatért, és 2011-ben újjáépítette a helyi mecsetet. A daytoni békeszerződést követő területfelosztásnál a település Prijedor község részeként a Szerb Köztársaság területéhez került.

## Gazdaság
A lakosság főként mezőgazdasággal foglalkozik.

## Infrastruktúra
A településen halad át az 1972-ben aszfaltozott, a Kozarac és a Mrakovica-hegységet átszelő helyi út. Az elektromosságot 1969-ben, a telefont 1980-ban vezették be. Derában három helyi vízmű működik, amelyek 1965 és 1988 között létesültek, a Vidovići, Krčevina és Sedra forrásokból nyert vízre alapozva. 2013-ban a faluban étterem is működött.

## Oktatás
A tanulók a kozaraci „Kozarac” általános iskolába járnak.

## Nevezetességei
- Jankovića gradina – őskori erődítmény maradványai egy kúp alakú, meredek oldalú hegy tetején. A tető északi részén falmaradványok láthatók. A leletek főként őskori cseréptöredékek, valamint szórványosan vasból készült fegyverek és bronz ékszerek. Korukat a kora vaskorban határozták meg.[4]

- Kozarački kamen – őskori település és római kori menedékvár maradványai. A lelőhely a Kozara-hegység egyik domináns magaslatának déli lejtőin található, melynek keleti és déli oldalán nagyszámú vaskori kerámiatöredék került elő. Ugyanitt kőfalak maradványai is találhatók, melyek egy kisebb római erődhöz tartoztak.[4]

- Lokve – őskori nekropolisz maradványai. A lelőhelyet 1979-ben M. Radijovac tárta fel. Egy 93 m2-es területen 11 urnasírt és 3, pótlólagosan eltemetett edényt talált. A megtalált cseréptöredékek és vasból készült fegyverek a lelőhely korát a kora vaskorra keltezték.[4]

- Rajkovića groblje – őskori erődítmény maradványai. A lelőhely a Kozaračka-patak keskeny völgye feletti magaslaton, egy 115x40 méteres, különálló platón található. Az erődöt a keleti oldalon egy mély árok és tumulus védte, míg a nyugati oldalon egy kiemelkedésen valószínűleg egy bástya maradványai láthatók. Helyenként kőfalak maradványai is találhatók. A kerámialeletek alapján a lelőhely korát a késő bronzkorra keltezik, és az urnamezős kultúrával hozzák kapcsolatba.[4]

- A derai mecset 1890-ben épült, a boszniai háború során 1992-ben lerombolták, majd 2011-ben újjáépítették.

- A fűrészmalom helyén, ahol az osztrák-magyar uralom idején fűrészmalom működött, 1903-ban épült fel a Boldogságos Szűz Mária Születése katolikus kápolna. Az épület 2010-ben lett felújítva.

- 1979-ben a falu központjában emlékművet állítottak fel a második világháború polgári áldozatainak.

- Dera környékén vannak piknikező helyek: a fűrészmalom a Kozaracka folyó közelében és Kotlovača, az azonos nevű patak kanyonjában, ahol a prijedori „Klekovača” Hegymászó Társaság otthona található.

## Fordítás
- Ez a szócikk részben vagy egészben  a(z)   Дера című szerb Wikipédia-szócikk ezen változatának fordításán alapul.  Az eredeti cikk szerkesztőit annak laptörténete sorolja fel. Ez a jelzés csupán a megfogalmazás eredetét és a szerzői jogokat jelzi, nem szolgál a cikkben szereplő információk forrásmegjelöléseként.